# Hermann von der Dunk
Hermann Walther von der Dunk (Bonn, 9 oktober 1928 – Bilthoven, 22 augustus 2018) was een invloedrijk Nederlands historicus van Duitse afkomst. Hij was van 1967 tot 1990 hoogleraar contemporaine geschiedenis aan de Rijksuniversiteit Utrecht.

## Levensloop
Von der Dunk was een zoon van Heinrich M. von der Dunk en Ilse Loeb. Het gezin Von der Dunk ontvluchtte in 1937 nazi-Duitsland. Von der Dunk sr. kon daar geen werk meer krijgen, omdat hij getrouwd was met een joodse vrouw. In Nederland kreeg hij een baan als leraar aan de Werkplaats Kindergemeenschap in Bilthoven, de school van de onderwijsvernieuwer Kees Boeke. Hermann von der Dunk ging ook naar deze school, waar kunst en handenarbeid gelijk worden gewaardeerd als taal en rekenen. Hij behaalde het diploma gymnasium-α aan Het Nieuwe Lyceum in dezelfde plaats. Ondanks zijn grote interesse in muziek ging hij geschiedenis studeren aan de Rijksuniversiteit Utrecht bij o.a. de historicus Pieter Geijl.
Na zijn afstuderen verrichtte hij promotieonderzoek aan het Institut für Europäische Geschichte in Mainz. Tussendoor werkte hij als docent aan De Werkplaats. In 1966 promoveerde hij in Utrecht op de dissertatie Der Deutsche Vormärz und Belgien, 1830-1848. Een jaar later werd hij aan dezelfde universiteit tot hoogleraar benoemd in de geschiedenis van na 1870. In 1990 trad hij vervroegd uit.
Na zijn emeritaat werd hij als publicist nog productiever dan ervoor. Von der Dunk schreef behalve een aantal monografieën, bijdragen aan dag-en weekbladen, nationale en internationale wetenschappelijke tijdschriften, handboeken, encyclopedieën, het Nationaal Biografisch Woordenboek en essays, waarvan een aantal in bundels is herdrukt. Een onderzoek in opdracht van de Koninklijke Nederlandse Akademie van Wetenschappen dat onder zijn naam verscheen is Bevindingen over P. J. Meertens, gebaseerd op literatuur en geraadpleegde bronnen. In 1995 ontving hij de Goethe-Medaille van het Duitse Goethe Instituut. In 2006 verscheen het rapport van de Commissie van Drie, een onderzoekscommissie naar de stellingname van Meertens gedurende de oorlogsjaren waarvan Von der Dunk voorzitter was.
Strikt genomen zijn de monografieën van Von der Dunk niet monografisch. Hij publiceerde bij voorkeur persoonlijk gekleurde, weinig academische en gemakkelijk leesbare stukken over vaak complexe problemen, zoals in Elke tijd is overgangstijd. Ook zijn essays zijn strikt genomen niet als 'essayistisch' te bestempelen. Met zijn zekerheden, engagement en ernst stond hij te ver af van de essayist.
Von der Dunk is de vader van cultuurhistoricus Thomas von der Dunk, van Frans von der Dunk, hoogleraar Ruimte- en Telecommunicatierecht aan de University of Nebraska en van Suzanne von der Dunk, directeur Randstad onderwijs.
De studievereniging voor Geschiedenis in Utrecht, de Utrechtse Historische Studentenkring, organiseert jaarlijks de Von Der Dunk-lezing. Von Der Dunk was van 1954 tot 1955 praeses van de vereniging en werd in 2004 tot erelid benoemd voor zijn verdiensten.